# Attaque dans le métro de New York en 2022
L'attaque dans le métro de New York du 12 avril 2022 est survenue le matin, lorsque plusieurs personnes ont été blessées par balle dans le métro de New York à Brooklyn. Un suspect est appréhendé le 13 avril 2022.

## Contexte
Avant cette fusillade, une augmentation de la violence dans le métro a contraint le maire Eric Adams de déployer des policiers supplémentaires dans les stations et dans les rames. Les signalements d'agressions et d'autres crimes majeurs survenus dans le métro ont augmenté tout au long de la pandémie de COVID-19, lorsque le nombre est ensuite ajusté en fonction du nombre d'usagers en semaine.

## Fusillade
Vers 8 h 24 le 12 avril 2022, plusieurs personnes ont été blessées par balle dans un train de la ligne N en direction de Manhattan, au nord, à Sunset Park (en), un quartier de l'arrondissement de Brooklyn. L'agresseur a mis un masque à gaz, a lancé des bombes fumigènes sur le sol dans un train et a ouvert le feu alors que le train s'approchait de la station 36th Street avant de s'enfuir. Lorsque le train s'est arrêté à la gare de la 36e rue, les passagers blessés ont débarqué sur le quai. La police a été appelée au poste à 8 h 30.
Le FDNY est arrivé à la station, répondant initialement aux informations faisant état de fumée dans la gare. À leur arrivée, ils ont trouvé les blessés et récupéré "plusieurs engins non explosés".

## Victimes
Le FDNY, lors d'une conférence de presse le matin du 12 avril, a déclaré qu'il y avait seize personnes blessées, dont dix avec des blessures par balle, dont cinq sont dans un état critique mais stable. Certains des blessés ont sauté dans un autre train pour fuir la zone et obtenir de l'aide à la gare suivante, 25th Street. Au moins quatre victimes ont été retrouvées à la station de la 36e rue. Un autre a été trouvé à la station de la 25e rue. Les personnes qui n'ont pas été blessées par des coups de feu ont été blessées par la réponse de la foule alors qu'elles fuyaient les lieux.

## Enquête
Le commissaire du NYPD, Keechant Sewell (en), a déclaré que l'incident ne faisait actuellement pas l'objet d'une enquête en tant qu'attaque terroriste, mais n'a pas exclu cette hypothèse, affirmant que l'attaque faisait l'objet d'une enquête. Les enquêteurs du FBI et du HSI étaient sur les lieux avec le NYPD.

## Suspect
Le suspect – qui a été décrit comme un homme noir, mesurant 1 mètre 65 et pesant de 79 à 81 kilogrammes, portant un masque à gaz, un uniforme MTA, un sweat à capuche gris en plus du gilet vert et portant un sac à dos, a fui les lieux, et n'a pas encore été appréhendé,,. À la suite des rapports selon lesquels le suspect aurait pu s'enfuir sur les voies du métro, les agents du NYPD ont fouillé les tunnels. Les forces de l'ordre pensent que le suspect a agi seul dans l'orchestration de l'attaque.
Le suspect de la fusillade est un utilisateur prolifique des médias sociaux, téléchargeant régulièrement de longues diatribes souvent racistes sur YouTube et Facebook dans lesquelles il aborde une gamme de sujets allant de l'état des relations raciales aux États-Unis à la politique du maire de New York, Eric Adams. Dans ses vidéos, James s'insurge souvent contre de nombreux groupes raciaux et ethniques, notamment les Blancs, les asiatiques, les Juifs et les Latinos, ainsi que les femmes noires.(il reproche par exemple a une juge noire de la cour suprême d'avoir un mari blanc) Il laisse entendre qu'une guerre raciale entre Blancs et Noirs est imminente. Dans une vidéo, il appelle le 11 septembre 2001 « le plus beau jour de l'histoire de ce pays ». Il épouse souvent les idéaux nationalistes noirs et appelant à la création d'un ethno-État noir ce qui ne l'empêche pas en même temps de dénigrer les Noirs éduqués et les femmes noires éminentes Le suspect, Frank R. James, avait publié sur les réseaux sociaux des informations liées aux idéologies extrémistes de l'identité noire, notamment Nation of Islam, les Black Panthers, Black Liberation Army, Black Lives Matter et une image du tueur de policiers nationaliste noir Micah Johnson. Il est poursuivi pour « attaque terroriste ».

## Conséquences
Les écoles voisines de Brooklyn ont reçu un ordre d'abri sur place. La Metropolitan Transportation Authority a publié une déclaration à 9 h 21 indiquant que le service sur les trains D, N et R était suspendu dans certaines gares de Brooklyn et de Lower Manhattan. Par mesure de précaution, les forces de l'ordre ont renforcé la sécurité dans les centres de transit régionaux.

## Réactions
Le président Joe Biden a été informé de la fusillade. Un porte-parole du maire Eric Adams a appelé les new-yorkais à « rester à l'écart de cette zone pour leur sécurité et pour que les premiers intervenants puissent aider les personnes dans le besoin et enquêter ». Eric Adams, qui s'isolait après avoir été testé positif au COVID-19, surveillait la situation.